# Atifete Jahjaga

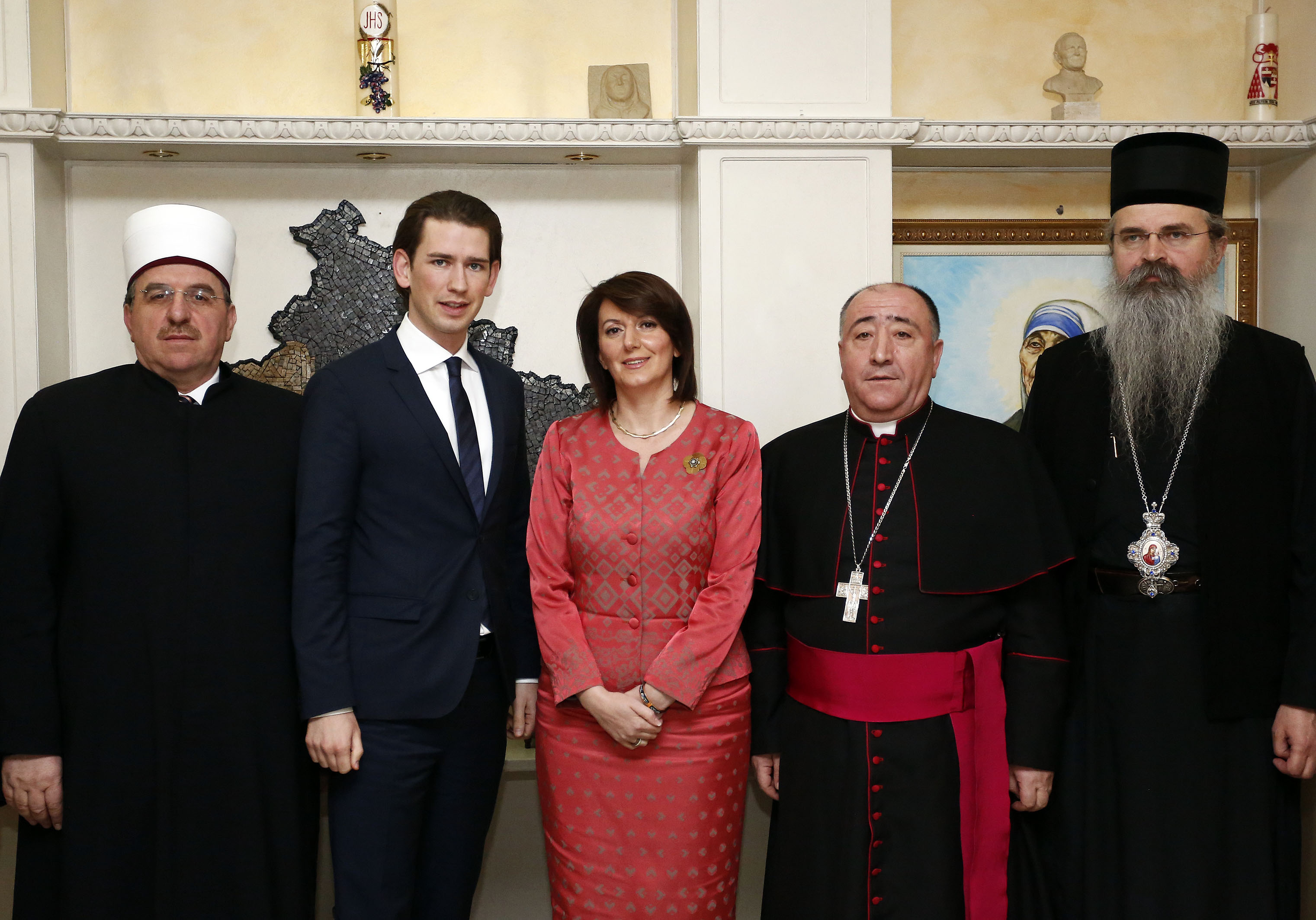

Atifete Jahjaga  (Gjakova, 1975. április 20. –) koszovói politikus, a Koszovói Köztársaság negyedik és egyben első női elnöke.

## Fiatalkora és tanulmányai
1975-ben született Gjakovában. Általános majd középiskolai tanulmányait Pristinában végezte. A Pristinai Egyetemen szerzett jogi diplomát 2000-ben. 2006-2007-ben az Egyesült Királyságban a Leichester Egyetemen, majd a Virginiai Egyetemen szerzett posztgraduális végzettséget.

## Rendőri karrierje
A koszovói háború után, 2000 februárjában Jahjaga csatlakozott a frissen megalakított koszovói rendőrséghez, ahol fokozatosan előrehaladva a ranglétrán járőrből, 2009-re, vezérezredes-helyettesi rangban, a koszovói rendőrség igazgatóhelyettese lett.

## Elnökké választása
2011 márciusának végén az ország legfelsőbb bírósága szabálytalannak minősítette Behgjet Pacolli elnök megválasztását, és az elnök távozott hivatalából. A kibontakozó politikai válságban a párton kívüli Jahjaga lett a pártok kompromisszumos jelöltje, és 2011. április 7-én a koszovói parlament 80%-os többséggel Koszovó első női és első párton kívüli elnökévé választotta őt. A világ egyik legfiatalabb vezetője volt ekkor: megválasztásakor még nem töltötte be 36. életévét. Megválasztásában egyes hírek szerint fontos közvetítő szerepe lehetett az amerikai nagykövetnek Christopher Dellnek is. Ugyan megválasztásakor egyesek átmeneti elnökként tekintettek rá, kitöltötte mandátumát.

## Elnöki céljai és tevékenysége
Jahjaga fő politikai célkitűzése elnökként az volt, hogy Koszovó nemzetközileg elismert állam legyen. Együttműködésre törekedett a nemzetközi intézményekkel. Igyekezett elérni, Koszovó számára az ENSZ-tagságot és az Európai Unióhoz való csatlakozást. Úgy igyekezett formálni az intézmények működését, hogy azok kompatibilisek legyenek az EU intézményeivel. 2013-ban az EU közvetítésével Koszovó és Szerbia tárgyalást kezdett egymással, majd megállapodást kötöttek a két állam viszonyának rendezése érdekében. 2015-ben sor került a stabilizációs és társulási megállapodás elfogadására a Koszovói Köztársaság és az EU között. Szoros együttműködésre törekedett az Amerikai Egyesült Államokkal.
Elnöksége idején tömegek igyekeztek elhagyni Koszovót a kilátástalannak ítélt gazdasági helyzet miatt. Jahjaga vonzóvá akarta tenni az országot a külföldi befektetők számára, a gazdasági fejlődés elérése és a munkanélküliség csökkentése érdekében.
Elnöksége alatt Jahjaga több olyan intézkedést kezdeményezett, amelynek célja az esélyegyenlőség biztosítása a nők számára. A koszovói háború tragikus tapasztalatainak hatására szószólója lett a háborúban elkövetett nemi erőszak elleni fellépésnek.

## Díjai
2014. szeptember 14-én a Clinton Global Initiative fejezte ki elismerését a politikai tevékenységei iránt.

## Magánélete
Atifete Jahjaga házas, férje Astrit Kuci, Pristinában élnek.